# Џорџ Озунијан

Џорџ Озунијан (Солт Лејк Сити, 27. март 1978), познат под пседунимом Мадокс, је амерички комичар јерменског порекла, сатириста, интернет личност и књижевник. Постао је познат почетком двехиљадитих својим сатиричним блогом, "The Best Page in the Universe", који је и даље активан. Његова прва књига, "Абецеда Мушкости" (2006), постала је Њујорк Тајмс бестселер. Матурирао је и студирао у Јути, али нема универзитетску диплому.

## Каријера
Медокс је основао The Best Page in the Universe блог 1997. године. Уметничко име је узео из анимираног филма Metal Skin Panic MADOX-01. Већина садржаја на њему је сатирична. Продавница која се налази на сајту, по његовим речима, од 2006. године омогућава му да "не потоне." До 2004. године радио је као програмер у компанији за телефонски маркетинг.
Шестог јуна, 2006, Учествовао је на San Diego Comic Con конференцији, презентујући свој стрип, "Најбољи стрип у универзуму".
Његова прва књига, "Абецеда Мушкости", објављена је 2006 и дошла је до првог места на продајним листама сајта Amazon.com. Књига је илустрована и има кратке уносе за свако од слова енглеске абецеде о "мушкој" теми (на пример, слово Н је додељено Норису, Чаку).
Заједно са Томом Бирсом и Дексом Херером, Медокс је радио у ријалити шоу програму телевизије Spike TV, по имену Manformation, циљ програма био је да покаже искуства свакодневних људи у несвакидашњим приликама. У осмој епизоди серије Penn & Teller: Bullshit!'s по имену "Стари Људи", Медокс је био гост, а недуго након тога почео је и онлајн видео серију "The Best Show in the Universe", на мрежи Youtube.
Године 2001. објавио је другу књигу, Бољи сам од ваше деце. Наступао је и као део импровизацијске комичарске групације Upright Citizens Brigade.
2012, Медокс се појавио у веб серији Tournament of Nerds као јунак Kool-Aid Man. Играо је и улогу у хорор филму Ooga Booga.
Године 2014. Медокс се удружио са комичарем Диком Мастерсоном (Декс Херера) — и од тада стварају недељни подкаст The Biggest Problem in the Universe (Највећи проблем у свемиру).
У мају 2015, Медокс је на свом сајту објавио планове да објави трећу књигу; још увек није објавио наслов, жанр или садржај.